# Ruta nacional PE-5N I
La Ruta Nacional PE-5N I es una carretera nacional peruana que sirve a la Ciudad de Iquitos. Respecto a su código, pertenece la Red Longitudinal de la Selva Norte. Esta ruta nacional fue producto de la reclasificación del tramo norte (Iquitos-Bellavista-Mazán-cruce del río Napo-San Antonio del Estrecho-río Putumayo) de la ruta departamental LO-103.
Tras su creación, se convertiría prácticamente en la segunda carretera que conecta la Ciudad de Iquitos.